# Renāpur
Renāpur är en ort i Indien.   Den ligger i distriktet Bid och delstaten Maharashtra, i den centrala delen av landet, 1 100 km söder om huvudstaden New Delhi. Renāpur ligger 604 meter över havet och antalet invånare är 11 596.
Terrängen runt Renāpur är platt. Runt Renāpur är det tätbefolkat, med 493 invånare per kvadratkilometer. Närmaste större samhälle är Latur, 14,7 km söder om Renāpur. Trakten runt Renāpur består till största delen av jordbruksmark.